# (3418) Izvekov

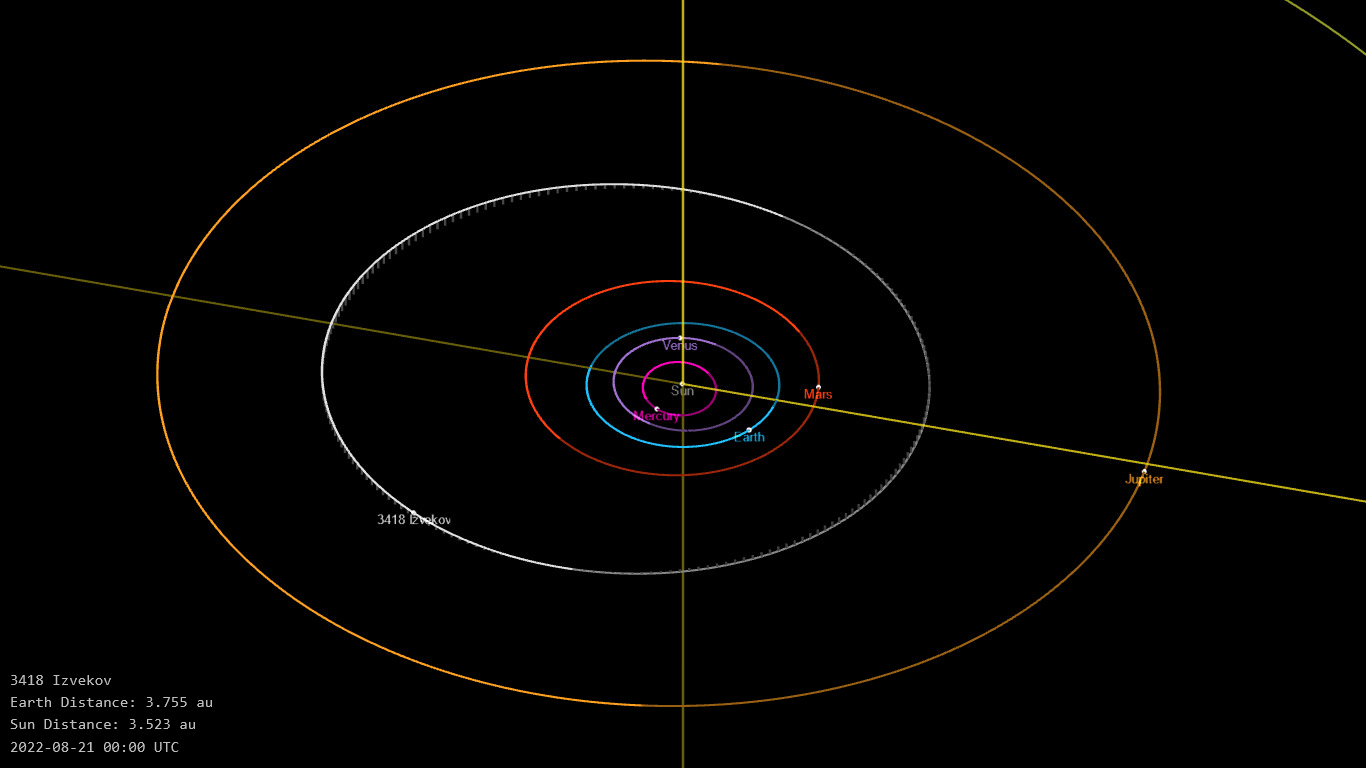

(3418) Izvekov est un astéroïde de la ceinture principale.

## Description
(3418) Izvekov est un astéroïde de la ceinture principale. Il fut découvert le 31 août 1973 à Naoutchnyï par Tamara Smirnova. Il présente une orbite caractérisée par un demi-grand axe de 3,17 UA, une excentricité de 0,18 et une inclinaison de 1,9° par rapport à l'écliptique.

## Compléments